# Amina Pardi
Amina Pardi is een Surinaams diplomaat. Van circa 2006 tot 2010 was zij ambassaderaad en aansluitend een jaar zaakgelastigde in Nederland. Van 2011 tot 2014 was ze ambassadeur in Indonesië en daarnaast niet-residerend ambassadeur in Australië vanaf 2012 en de Filipijnen vanaf 2014.

## Biografie
Pardi is de levenspartner van Paul Somohardjo, de leider van de Pertjajah Luhur en voormalig parlementsvoorzitter en minister.
Van circa 2005 tot 2010 was zij ambassaderaad voor Suriname in Den Haag. Na het vertrek van ambassadrice Urmila Joella-Sewnundun werd Pardi benoemd tot zaakgelastigde. In deze functie bleef ze een jaar aan. Zij werd hierna opgevolgd door David Abiamofo.
Het Surinaamse ambassadeurschap is in Nederland sinds het aantreden van het eerste kabinet-Bouterse echter niet meer ingevuld. Toen ze in augustus 2011 ambassadeur werd, werd ze dat dan ook in een ander land, namelijk Indonesië. Daarnaast werd ze in november 2012 beëdigd als niet-residerend ambassadrice van Australië en op 8 januari 2014 voor de Filipijnen. Haar ambassadeurschap verliep met klachten over haar functioneren en een rechtszaak met personeel. Op 12 juli 2014, een week nadat Bouterse de Pertjajah Luhur van haar partner uit de coalitie had gezet, werd ook zij uit haar ambt ontheven.
Sinds 2020 is zij waarnemend directeur en vervolgens directeur Volkshuisvestiging op het ministerie van SZV.